# Wervik
Wervik es una municipio de Bélgica situado en el Arrondissement de Ypres, en la Provincia de Flandes Occidental. 
El 1 de enero de 2018 tenía 18643 habitantes en 43,61 km², lo que hace una densidad de población de 427 habitantes por km². La localidad está separada por el río Leie del pueblo francés Wervicq-Sud.

## Historia
La historia de Wervik se remonta a la época de los romanos. Según una leyenda popular, se erigió un templito a Marte en la actual Plaza de San Maarten (en neerlandés: St-Maartensplein). En la Edad Media, Wervik fue un importante centro textil comenzó a ser prominente con el declive de Ypres, Brujas y Gante. La ciudad fue derruida en 1382 y fue paulatinamente perdiendo si importancia. A finales del siglo XV, pasó a formar parte de los Países Bajos de los Habsburgo. En la guerra de los Ochenta Años los hugonotes incendiaron toda la ciudad el 12 de noviembre de 1579 y la población católica sobreviviente escapó a Comines. Posteriormente pasó a integrar parte de los Países Bajos Españoles. Mediante el tratado de Nimega de 1678 se integra en Francia. En 1714, la ciudad se dividió, la parte norte quedó en manos de los austrias y más tarde sería parte de Bélgica y la parte sur se convertiría en Wervicq-Sud bajo control francés.

## Geografía

### Secciones del municipio
El municipio comprende los antiguos municipios, que se fusionaron en 1977:
| - Wervik - Geluwe |

## Demografía

### Evolución
Todos los datos históricos relativos al actual municipio, el siguiente gráfico refleja su evolución demográfica, incluyendo municipios después de efectuada la fusión el 1 de enero de 1977.

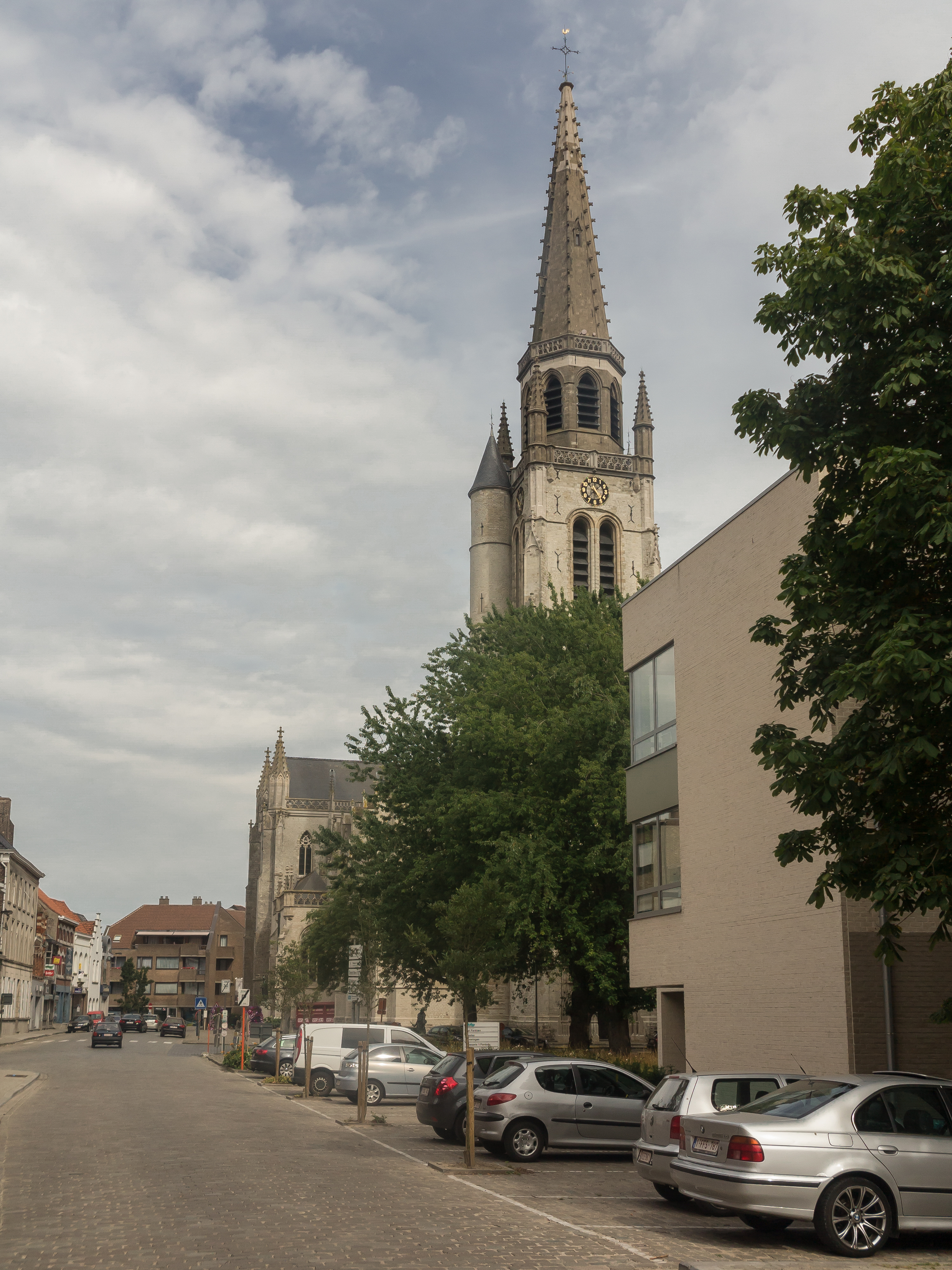
Iglesia de Medardus

| Gráfica de evolución demográfica de Wervik entre 1846 y 2020 |
|                                                              |

## Monumentos
- Iglesia de Medardus, gótica
- Museo nacional del tabaco

## Personajes famosos
- Yves Leterme, primer ministro de Bélgica
- Wim Delvoye, artista
- Ronny Coutteure, actor
- Joseph Demuysere, ciclista
- Sam Bennett, ciclista

- Datos: Q318532
- Multimedia: Wervik / Q318532

1. ↑  Worldpostalcodes.org, código postal n.º 8940.